# 小行星2591
小行星2591（2591 Dworetsky）是一颗绕太阳运转的小行星，为主小行星带小行星。该小行星于1949年8月2日发现。
該小行星以英國天文學家邁克爾·M·德沃雷茨基（Michael M. Dworetsky）命名。

## 轨道参数
小行星2591的轨道半长轴为2.9398224 UA，离心率为0.037。